# Hemihyalea
Hemihyalea es un género de polillas en la familia Erebidae. Es considerado un género monotípico, su especie es Hemihyalea cornea

## Taxonomía
Hemihyalea cornea ha sido propuesta para su inclusión en Amastus y otras especies que se clasificaron previamente en Hemihyalea se trasladaron al género Pseudohemihyalea restablecido. Actualmente no está claro si Hemihyalea es un género válido y, de ser así, qué especies distintas de H. cornea contendría.

## Distribución
Hemihyalea cornea se encuentra en México, Guatemala, Costa Rica, Panamá, Colombia y Venezuela. 